# Ca na Marieta Xerach
Ca na Marieta Xerach és un edifici del municipi de Tossa de Mar (Selva). Forma part de l'Inventari del Patrimoni Arquitectònic de Catalunya.

## Descripció
Es tracta d'un immoble de planta rectangular, que consta de planta baixa i dos pisos superiors, cobert amb una teulada a dues aigües de vessants a façana. Està ubicat a l'entrada de la Vila Vella en l'indret conegut com la plaça d'Armes i està adossat a la muralla.
La planta baixa destaca especialment per la presència d'un arc de mig punt rebaixat que dona pas a un carrer, que permet la circumval·lació interna per tot el que és la Vila Vella. Al marge d'aquest fet, la planta baixa recull tres obertures. Per una banda tenim els dos portals. El primer es tracta d'un gran portal rectangular, amb una gran llinda monolítica i muntants de pedra ben escairats. El segon consisteix en un portal adovellat d'arc de mig punt amb unes dovelles de mida gran molt ben escairades. Entremig dels dos portals trobem una petita obertura quadrangular, amb llinda monolítica, muntants de pedra i coberta amb un enreixat de ferro forjat.
En el primer pis trobem tres obertures de similar tipologia, és a dir: tres finestres rectangulars amb llinda monolítica, muntants de pedra i ampit treballat. Pel que fa al segon pis, el qual podria actuar com a golfes, podem contemplar dos sistemes d'obertures de naturalesa completament dispar. Per una banda, trobaríem la solució arquetípica tantes vegades repetida, que consisteix en dues petites obertures rectangulars amb llinda monolítica, muntants de pedra i ampit treballat. Mentre que per l'altra, una solució més moderna com són els badius que s'han traduït a la pràctica en tres obertures d'arc de mig punt.

## Història
Originalment eren dues cases independents conegudes amb el nom de Ca na Marieta Xerach i Cal Sant Drap respectivament. En un moment històric determinat es van unir constituint un sol immoble, que és el que podem contemplar avui en dia. De les dues caldria esmentar especialment la que està adossada a la muralla, coneguda com a Ca na Marieta Xerach, la qual va ser la seu de l'antiga rectoria.